# ليليانا لوزانو
ليليانا أندريا لوزانو غارزون أو ليليانا لوزانو (بالإسبانية: Liliana Lozzno)‏ ولدت بتاريخ 28 سبتمبر 1978 وتوفيت يوم 10 يناير 2009، هي ممثلة كولومبية وملكة جمال سابقة وصديقة مهرب المخدرات ليونيداس فارغاس.
فازت لوزانو في مسابقة الجمال في كرنفال بكولومبيا في عام 1995. وقد بدأت حياتها التلفزيونية كمقدمة للعروض، لكنها سرعان ما انتقلت للتمثيل حيث شاركت في مسلسل آلام خفية وكذلك لا داما دي ترويا. 
في 10 كانون الثاني من سنة 2009، وجدت لوزانو ميتة في براديرا جنبا إلى جنب مع فابيو فارغاس شقيق ليونيداس فارغاس الذي كان صديقها وحبيبها في تلك الفترة، وقد رجح الكل أن سبب الوفاة هو قتل متعمد ناجم عن تعذيب مسبق؛ كما أكدت السلطات أن الوفاة بهذه الطريقة يمكن أن يكون انتقاما من تجار المخدرات.

## السيرة الذاتية
ولدت ليليانا لوزانو في كاكويتا، من أب يدعى لويس كارلوس لوزانو ووالده تحمل اسم دورا غارزون. في عام 1994، فازت لوزانو بلقب ملكة جمال في مسابقة الجمال في كاكيتا، وقد توجت باللقب في الكرنفال السنوي في كولومبيا في عام 1995. وفي نفس السنة كانت قد بدأت حياتها التلفزيونية، حيث عملت في البداية كمقدمة للعروض، وقد ظهرت لفترة وجيزة في مسلسل آلام خفيفة الذب اعتبر واحد من أنجح المسلسلات الكولومبية والتي كانت تذاع أكثر من 40 بلدا.
ظهرت زوزانو أيضا على مجموعة من العروض على غرار La familia Cheveroni ،Infieles anónimos، Así es la vida، Amor de mis amores وكذلك Marido a Sueldo، أما آخر ظهور لها فكان في عام 2008 في فيلم لا داما دي ترويا (امرأة من طروادة) في دور كارمينتا حيث جسدت شخصية مثل لوزانو نفسها وذلك من خلال رواية امرأة فازت بلقب ملكة جمال في مسابقة وطنية.
كانت لوزانا على علاقة عاطفية مع بابلو مارتن، الممثل الفنزويلي الذي لعب دور البطولة في مسلسل Dora, la celadora (الحارس دورا)، كما كانت أيضا على علاقة عاطفية مع لاعب كرة القدم السابق فاوستينو اسبريالكنها لم يسبق لها أن أكدت أو نفت هذا. الجذير بالذكر أن لوزانو قبل عام 2009 خضعت لعمليات تجميل جراحية.

## الموت
منذ عام 2006، تورطت لوزانو في علاقة عاطفية مع ليونيداس فارغاس بارون المخدرات الكولومبي الذي حصل على عدة ملايين من الدولارات من خلال تجارته في الكوكايين وقد بنى بذلك إمبراطوريته الخاصة، لكنه في 8 يناير 2009 وجد فارغاس مقتولا في غرفة المستشفى الذب كان يتعالج فيه وتعتقد السلطات أن من قام بعملية اغتياله هم اثنين من القتلة المحترفين. في 10 كانون الثاني/يناير من نفس السنة تم العثور على لوزانو مقتولة جنبا إلى جنب مع فابيو فارغاس شقيق ليونيداس فارغاس، وقد تم العثور على جتيثها في حفرة خارج فندق في براديرا بمدينة فالي ديل كاوكا بالقرب من كالي، هذا وتعتقد الشرطة أن اثنين من الذين كانوا يقيمون في الفندق هم من نفذوا عملية التصفية هذه، خصوصا وأن الجثتان قد تعرضتا للتعذيب والتشويه، حيث وجدت نصف عارية بينما وجدت أيديهم وأرجلهم رفقة رؤسهم في قطع بلاستيك أخرى. وتعتقد السلطات أيضا أن الدافع الرئيسي وراء هذه العملية هو الانتقام من تجار المخدرات،  وما يزيد من تعزيز هذه الفرضية هو قتل ليونيداس فارغاس والذي يمكن أن يكون علامة على حرب دامية شنها للسيطرة على تجارة الكوكايين، كما تجدر الإشارة إلى أن السلطات عرضت مبلغ 50 مليون بيزو كمكافأة لأي شخص يمكن أن يقدم معلومات تؤدي إلى القبض على قتلة لوزانو وفابيو فارغاس.
قضت لوزانو قبل أيام من وفاتها احتفالا بهيجا بعيد رأس السنة الميلادية مع عائلتها في نيفا.

## وصلات خارجية
- ليليانا لوزانو على موقع IMDb (الإنجليزية)